# شهرستان دایو
شهرستان دایو (به لاتین: Dayu County) یک شهرستان جمهوری خلق در چین است که در گانژوو واقع شده‌است. شهرستان دایو ۱٬۳۶۷٫۶۳ کیلومتر مربع مساحت و ۲۸۰٬۰۰۰ نفر جمعیت دارد.